# Dromos

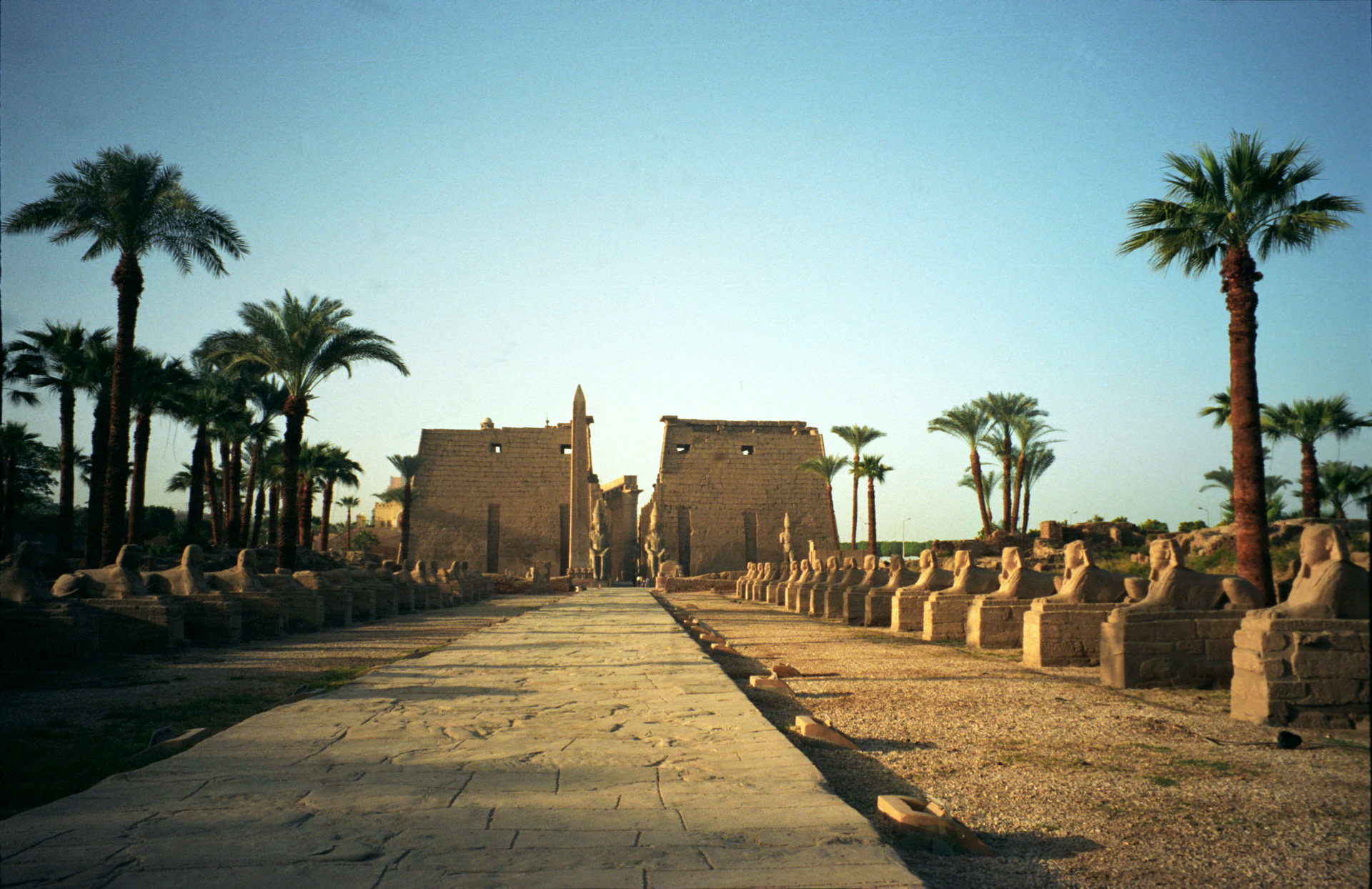
Dromos a Luxor.

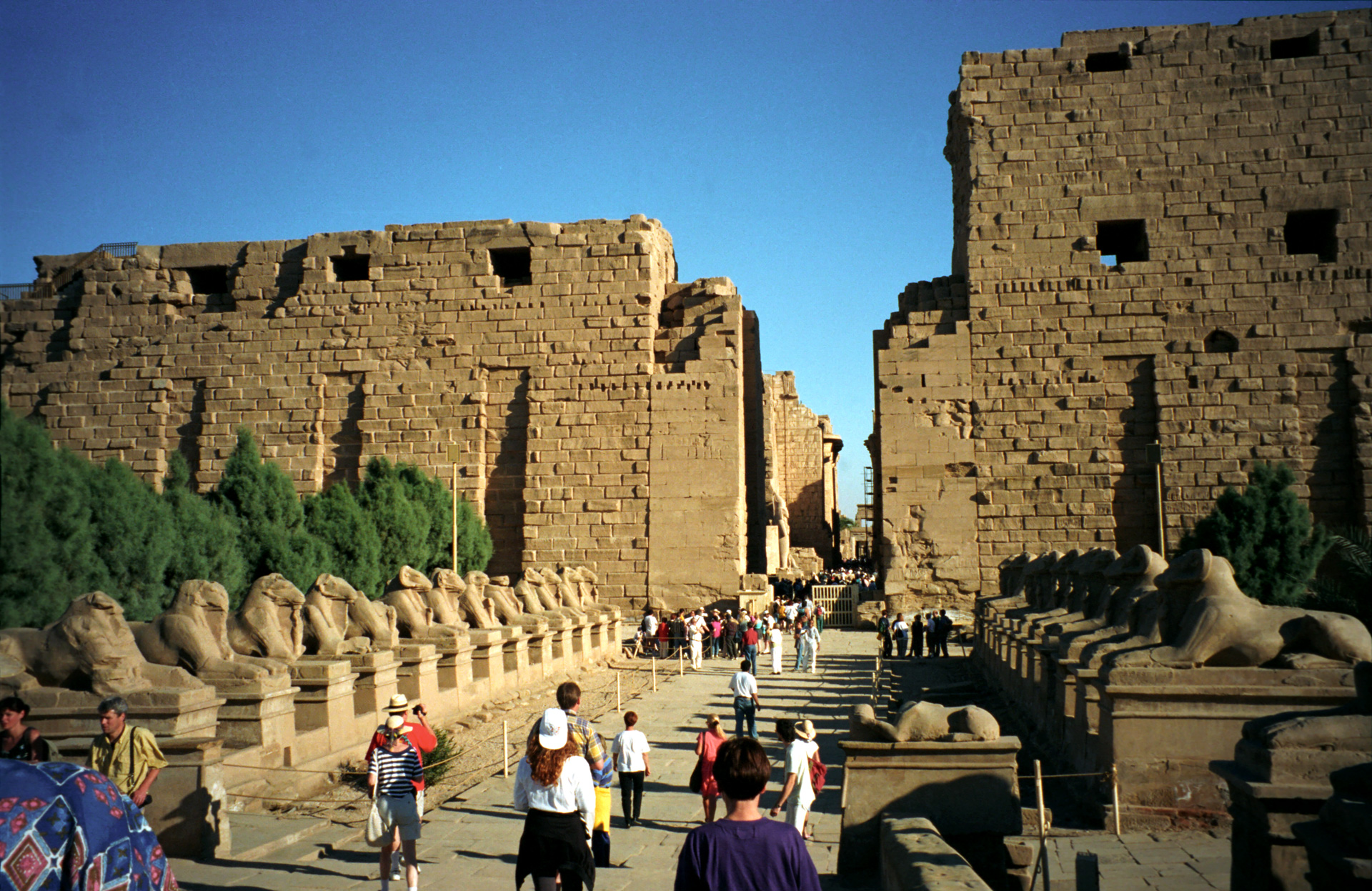
Dromos a Karnak.

El terme grec dromos designa una avinguda processional, generalment flanquejada d'esfinxs, perllongant, cap a l'exterior, l'eix d'un temple per a vincular-lo a un altre temple o a un embarcador del Nil. Els dromos més coneguts són:
- El dromos que uneix el Gran temple d'Amon a Karnak[1] amb el temple de Mut, flanquejat per esfinxs amb cos de lleó i cap de moltó amb banyes retorçades (símbol d'Ammon), anomenades esfinxs criocèfales o crioesfinxs, datades durant la XIX dinastia, que el vinculen a un llac artificial pel qual navegaven les barques sagrades durant les grans processons que tenien lloc a Luxor durant la Festa d'Opet.[2]
- El dromos rectilini d'uns quatre quilòmetres[3] que uneix el temple de Luxor el Gran temple d'Ammon a Karnak, flanquejat per més de 700 esfinxs, unes amb cap de moltó i d'altres amb cap humà, o androesfinxs, de l'època de Nectabeu I. Només es conserven els dos trams extrems i un en el centre de la ciutat moderna, la resta està enterrat sota els edificis.
- El dromos que uneix el primer piló del temple d'Ammon a Karnak amb l'embarcador d'un canal del riu Nil, flanquejat d'esfinxs criocèfales.
- El dromos que precedeix el temple d'Isis a Files, flanquejat per dues columnates realitzades per l'emperador August.
- El dromos del serapeu de Saqqara, descobert per l'arqueòleg Auguste Mariette el 1850, de l'època de Nectanebo I.